# 星風まどか
星風 まどか（ほしかぜ まどか、1996年11月11日 - ）は、日本の女優。元宝塚歌劇団花組・宙組トップ娘役。
東京都国分寺市、国立音楽大学附属中学校出身。身長162cm。血液型A型。愛称は「かなめ」、「まどか」。
所属事務所は東宝芸能。

## 来歴
2012年、宝塚音楽学校入学。
2014年、音楽学校卒業後、宝塚歌劇団に100期生として入団。入団時の成績は3番。月組公演「宝塚をどり／明日への指針／TAKARAZUKA 花詩集100!!」で初舞台。入団後早くから頭角を現し、同年の組まわり中に出演した宙組公演「白夜の誓い」で、同作が退団公演となるトップスター・凰稀かなめ演じるグスタフIII世の少年時代役に抜擢。
2015年、組まわりを経て宙組に配属。同年、朝夏まなと・実咲凜音トップコンビ大劇場お披露目となる「王家に捧ぐ歌」で、新人公演初ヒロイン。組配属3か月足らず、入団2年目での抜擢となった。続く「相続人の肖像」でバウホール公演初ヒロイン。
2016年の「ヴァンパイア・サクセション」（ドラマシティ・KAAT神奈川芸術劇場公演）で、東上公演初ヒロイン。続く「エリザベート」で2度目の新人公演ヒロイン。タイトルロールとなるエリザベート役を演じ、本公演では少年ルドルフ役を演じる。
2017年の「パーシャルタイムトラベル」で2度目のバウホール公演ヒロイン。同年11月20日付で宙組トップ娘役に就任。100期から初のトップ誕生となり、1998年に創設された宙組から誕生した初の生え抜きトップともなった。真風涼帆の相手役として、翌年の「天は赤い河のほとり／シトラスの風」でトップコンビ大劇場お披露目。
2021年2月22日付で専科へ異動となるが、7月5日付で再び花組へ異動となり、花組トップ娘役に就任。トップ娘役が組替えするのは、2006年の白羽ゆり以来15年ぶりのこととなった。柚香光の2人目の相手役として、同年の「元禄バロックロック／The Fascination!」で、新トップコンビ大劇場お披露目。
2024年5月26日、「アルカンシェル」東京公演千秋楽をもって、宝塚歌劇団を柚香と同時退団。トップとしての任期は6年を超え、花總まり・愛希れいかに次ぐ歴代3番目を記録した。
退団後は東宝芸能所属となり、舞台を中心に活動を続けている。

## 人物
宝塚ファンだった母の影響で、「たぶんお腹にいた頃から観ていた」というほど宝塚が身近な存在だった。
宝塚大劇場での初観劇は、2008年月組公演「ME AND MY GIRL」。大劇場でのラインダンスを観た瞬間に感動して、自分もこの舞台に立ちたいと音楽学校受験を決意。
憧れの上級生は、音楽学校の授業で教えてもらったこともある南風まい。
芸名の「まどか」は、音楽学校時代の恩師にイメージしてもらった漢字「円」に由来する。

## 宝塚歌劇団時代の主な舞台

### 初舞台
- 2014年3 - 6月、月組『宝塚をどり』『明日への指針 -センチュリー号の航海日誌-』『TAKARAZUKA 花詩集100!!』[8]

### 組まわり
- 2014年11 - 2015年2月、宙組『白夜の誓い -グスタフIII世、誇り高き王の戦い-』 - グスタフ（少年時代）『PHOENIX 宝塚!!-蘇る愛-』[8][9][10][11]

### 宙組時代
- 2015年3 - 4月、『TOP HAT』（梅田芸術劇場・赤坂ACTシアター） - ショーガール
- 2015年6 - 8月、『王家に捧ぐ歌』 - 新人公演：アイーダ（本役：実咲凜音） 新人公演初ヒロイン[8][10]
- 2015年10月、『相続人の肖像』（バウホール） - イザベル バウ初ヒロイン[9][10]
- 2016年1 - 3月、『Shakespeare〜空に満つるは、尽きせぬ言の葉〜』 - エミリア・バッサーノ、新人公演：エリザベス・ケアリー（ベス）（本役：伶美うらら）『HOT EYES!!』
- 2016年5月、『ヴァンパイア・サクセション』（ドラマシティ・KAAT神奈川芸術劇場） - ルーシー・スレイター 東上初ヒロイン[10][11]
- 2016年6月、『Bow Singing Workshop〜宙〜』（バウホール）
- 2016年7 - 10月、『エリザベート-愛と死の輪舞（ロンド）-』 - ルドルフ（少年）、新人公演：エリザベート（本役：実咲凜音） 新人公演ヒロイン[9]
- 2016年11 - 12月、『バレンシアの熱い花』 - マルガリータ『HOT EYES!!』（全国ツアー）
- 2017年2 - 4月、『王妃の館-Château de la Reine-』 - ミチル、新人公演：ディアナ（本役：伶美うらら）『VIVA! FESTA!』
- 2017年6月、『パーシャルタイムトラベル 時空の果てに』（バウホール） - テス／侍女テス バウヒロイン[12]
- 2017年8 - 11月、『神々の土地』 - 皇女オリガ、新人公演：ラッダ（本役：瀬音リサ）『クラシカル ビジュー』 初エトワール

### 宙組トップ娘役時代
- 2018年1月、『WEST SIDE STORY』（東京国際フォーラム） - マリア トップお披露目公演
- 2018年3 - 6月、『天（そら）は赤い河のほとり』 - ユーリ・イシュタル、新人公演：詠美（本役：天瀬はつひ）／姫『シトラスの風-Sunrise-』 大劇場トップお披露目公演[10]、エトワール
- 2018年7 - 8月、『WEST SIDE STORY』（梅田芸術劇場） - マリア
- 2018年10 - 12月、『白鷺（しらさぎ）の城（しろ）』 - 玉藻前／妲己／祭禮の女『異人たちのルネサンス』 - カテリーナ[注釈 1][19]
- 2019年2月、『黒い瞳』 - マリア・イヴァーノブナ（マーシャ）『VIVA! FESTA! in HAKATA』（博多座）
- 2019年4 - 7月、『オーシャンズ11』 - テス・オーシャン
- 2019年8 - 9月、『追憶のバルセロナ』 - イサベル『NICE GUY!!』（全国ツアー）
- 2019年11 - 2020年2月、『El Japón（エル ハポン）-イスパニアのサムライ-』 - カタリナ『アクアヴィーテ（aquavitae）!!』[4]
- 2020年8 - 9月、『FLYING SAPA-フライング サパ-』（梅田芸術劇場・日生劇場） - ミレナ・ブコビッチ[20][4]
- 2020年11 - 2021年2月、『アナスタシア』 - アナスタシア／アーニャ[14][13][3]

### 花組トップ娘役時代
- 2021年8 - 9月、『哀しみのコルドバ』 - エバ・シルベストル『Cool Beast!!』（全国ツアー） トップお披露目公演[21]
- 2021年11 - 2022年2月、『元禄バロックロック』 - キラ『The Fascination（ザ ファシネイション）!』 大劇場トップお披露目公演[17][16]
- 2022年3 - 4月、『TOP HAT』（梅田芸術劇場） - デイル・トレモント[22]
- 2022年6 - 9月、『巡礼の年〜リスト・フェレンツ、魂の彷徨〜』 - マリー・ダグー伯爵夫人『Fashionable Empire』[23]
- 2022年10 - 11月、『フィレンツェに燃える』 - パメラ・クレメンティーナ公爵夫人『Fashionable Empire』（全国ツアー）[24]
- 2023年1 - 3月、『うたかたの恋』 - マリー・ヴェッツェラ『ENCHANTEMENT（アンシャントマン）-華麗なる香水（パルファン）-』[25]
- 2023年4 - 5月、『二人だけの戦場』（梅田芸術劇場・東京建物 Brillia HALL） - ライラ[26]
- 2023年7 - 10月、『鴛鴦歌合戦（おしどりうたがっせん）』 - お春『GRAND MIRAGE!』[27]
- 2023年11 - 12月、『BE SHINING!!』（昭和女子大学人見記念講堂・神戸国際会館）[28]
- 2024年2 - 5月、『アルカンシェル』 - カトリーヌ・ルノー 退団公演[29][7]

### 出演イベント
- 2016年12月、タカラヅカスペシャル2016『Music Succession to Next』
- 2017年12月、タカラヅカスペシャル2017『ジュテーム・レビュー-モン・パリ誕生90周年-』[30]
- 2018年2月、『宙組誕生20周年記念イベント』[31]
- 2019年10月、第55回『宝塚舞踊会〜祝舞御代煌（いわいまうみよのきらめき）〜』[32]
- 2019年12月、タカラヅカスペシャル2019『Beautiful Harmony』
- 2021年4月、星風まどかミュージック・サロン『夢みるMadonna』 主演[14][3]
- 2024年3 - 4月、星風まどかミュージック・サロン『星ノ円居夜（ほしのまどいよ）』 主演[33]

## 宝塚歌劇団退団後の主な活動

### 舞台
- 2024年10 - 11月、『ニュージーズ』（日生劇場・KOBELCO大ホール・福岡サンパレス） - キャサリン[34]
- 2025年1 - 2月、『ラブ・ネバー・ダイ』（日生劇場） - メグ・ジリー[注釈 2][35]
- 2025年4 - 5月、『1789 -バスティーユの恋人たち-』（明治座・大阪新歌舞伎座） - オランプ・デュ・ピュジェ[注釈 3][36]
- 2025年10 - 11月、『マリー・キュリー』（天王洲 銀河劇場・梅田芸術劇場） - 主演・マリー・キュリー[注釈 4][37]
- 2026年1 - 3月、『PRETTY WOMAN The Musical』（東急シアターオーブ・大阪オリックス劇場） - 主演・ヴィヴィアン・ウォード

## TV出演
- 2017年12月、フジテレビ『2017 FNS歌謡祭 第1夜』
- 2024年12月、NHK「ちこちゃんに叱られる」濡れ衣の語源、再現劇「春姫」役

## 広告
- 2015年、『阪急阪神』初詣ポスターモデル[38][8]
- 2018 - 2019年、『TOCCA』[39]
- 2021 - 2023年、『GRACE CONTINENTAL』[40]

## 受賞歴
- 2017年、『宝塚歌劇団年度賞』 - 2016年度新人賞[41]
- 2019年、『宝塚歌劇団年度賞』 - 2018年度努力賞[42]
- 2020年、『阪急すみれ会パンジー賞』 - 娘役賞[43]
- 2021年、『宝塚歌劇団年度賞』 - 2020年度優秀賞[44]